# Lieferdienst

Ein Pizza-Lieferdienst während der COVID-19-Pandemie in Dresden (2021)

Lieferdienst (oder Expressdienst) ist in der Absatzlogistik eine Dienstleistung, die aufgrund vorliegender Bestellungen oder Kundenaufträge von Produkten des eigenen oder eines fremden Unternehmens deren Transport zum Kunden betreibt.
Lieferdienste dürfen nicht mit dem historischen Begriff „Lieferservice“ aus der Betriebswirtschaftslehre verwechselt werden, einem Qualitätskriterium für eine Lieferantenbewertung einer erbrachten Liefer-Dienstleistung; auch Lieferqualität genannt.

## Allgemeines
Lieferdienste befassen sich meist mit dem Transport von Waren zwischen einem Hersteller oder Händler und dem Kunden. Der Transport erfolgt durch Transportmittel wie Kraftfahrzeug, Motorrad, Moped oder Fahrrad.

### Essenslieferservice
Lieferdienste von vorverarbeiteten oder vorgekochten Lebensmitteln gab es bereits in der Bronzezeit. Der Pizza-Lieferdienst ist wohl auf die Gründung der amerikanischen Pizza-Kette Domino’s Pizza im Juni 1960 zurückzuführen.

### Einkaufslieferservice
Die Marktentwicklung der Einkaufslieferservices in Deutschland zeigt noch große Marktpotenziale. In den USA dagegen ist diese Form der Distributionslogistik ein gängiger Zusatzservice der Supermärkte. Populär sind unter anderem auch Portale, welche die Onlinebestellmöglichkeit bei Restaurants anbieten. Einige Kunden bevorzugen die Online-Bestellung, einige Lieferanten (z. B. Restaurants, Pizzaservice) wünschen die Bestellung per E-Mail und wickeln die Bezahlung online ab. Im Zuge der COVID-19-Pandemie stellen seit April 2020 einzelne Lieferdienste bei den Bestelloptionen auch eine „kontaktlose Lieferung“ zur Verfügung, um sowohl die Lieferanten als auch die Kunden durch eine mit den Corona-Vorschriften konforme Kontaktvermeidung vor einer gegenseitigen Ansteckung zu schützen.

## Rechtsfragen
Neben der Produktqualität spielt bei Lieferdiensten die Lieferzeit eine große Rolle. Denn die Lieferzeit bestimmt die Fälligkeit der Lieferung, die die Voraussetzung für den Lieferverzug darstellt. Wird mithin die vertraglich vereinbarte kalendermäßige Lieferzeit überschritten, befindet sich der Lieferant automatisch im Lieferverzug (§ 286 Abs. 1 BGB), einer Mahnung bedarf es dann nicht (§ 286 Abs. 2 Nr. 1 BGB). Die Lieferung muss noch möglich (keine Unmöglichkeit) und auch nachholbar sein. Rechtsfolge ist zunächst eine angemessene Nachfrist (bei Lieferdiensten maximal 30 Minuten; § 281 Abs. 1 BGB). Nach erfolglosem Ablauf der Nachfrist kann der Besteller gemäß § 323 BGB vom Vertrag zurücktreten und Schadensersatz verlangen (§ 346 Abs. 4, §§ 280 ff. BGB, § 325 BGB) oder Lieferung und eventuell Schadensersatz (Verzögerungsschaden gemäß §§ 280 Abs. 1 und 2 BGB in Verbindung mit § 286 BGB) verlangen. Das gilt auch für Lieferdienste, die meist keine Lieferzeit vereinbaren, doch darf eine Lieferung zwischen 30 und 45 Minuten nach der Bestellung erwartet werden.

## Wirtschaftliche Aspekte

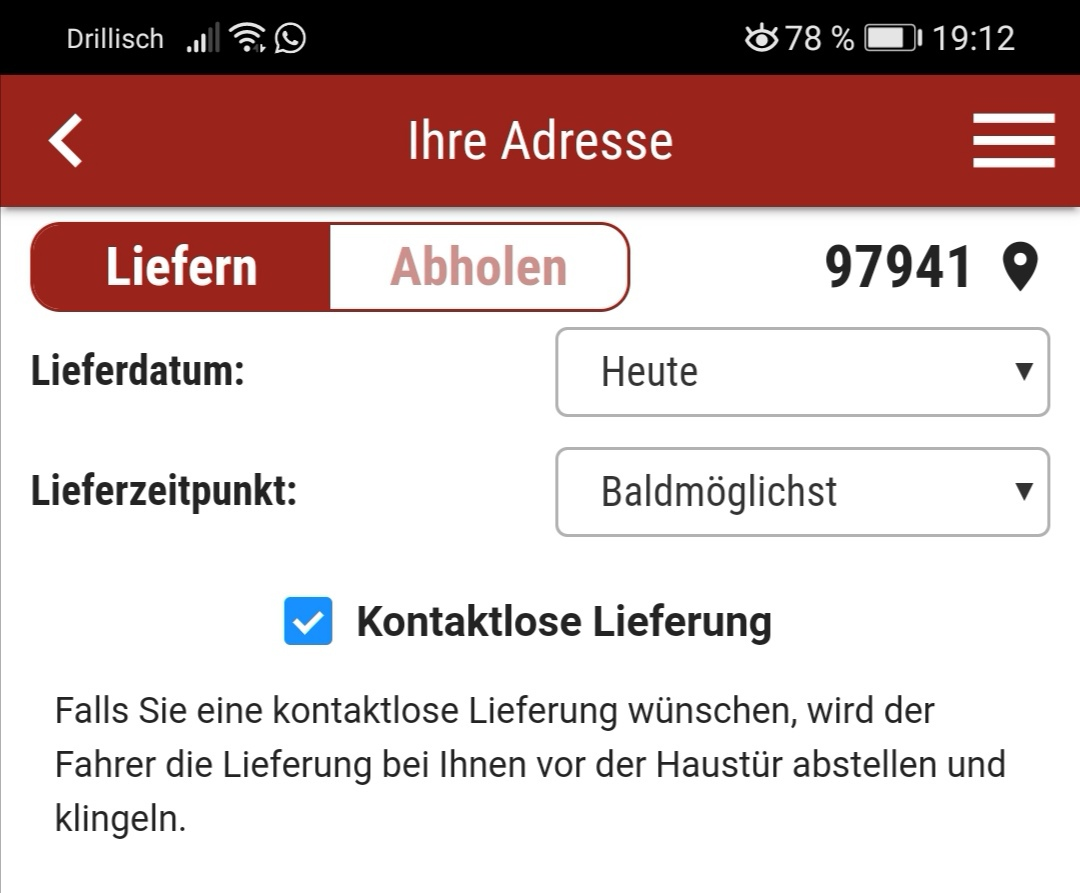
Option der „kontaktlosen Lieferung“ in der Bestell-App eines Pizza-Lieferdienstes während der COVID-19-Pandemie in Deutschland

Essentiell für Lieferdienste ist die Lieferzeit, also der Zeitraum zwischen Auftragseingang und Ablieferung beim Kunden. Sobald der Handel Lieferdienste anbietet, steht er vor der Herausforderung, die letzte Meile Distribution möglichst kosteneffizient durchzuführen. Dazu bieten sich Lieferdienste an, die straff organisiert sind und über eine ständige Kommunikation zu den Transporteuren verfügen.
Sie sind entweder selbständige Unternehmen (Takeaway.com und deren Tochtergesellschaft Lieferando in Deutschland) oder gehören einem Händler/Hersteller (Coop oder Tesco). Sie transportieren Speisen (Fast Food, Junkfood, Street Food), auch die Belieferung von Convenience Food als Mittagessen am Arbeitsplatz erfolgt heute durch Lieferdienste, Bücher (Subito) oder sonstige Frachtgüter (Trans-o-flex Express) werden durch Spezialversender transportiert. Der Dokumentenlieferdienst Subito ist eine kooperative Dienstleistung der deutschen Bibliotheken und garantiert dem Besteller eine Lieferfrist von 72 Stunden, bei Eilanfragen sogar eine Lieferzeit von 24 Stunden. Weitere Beispiele sind Kurier-Express-Paket-Dienst, Milchlieferservice, Getränkelieferdienste (Flaschenpost), Pizzaservice oder Essen auf Rädern.

## Kritik
Die Auslieferfahrer, sog. Rider, sind oft prekär und scheinselbstständig beschäftigt, die Lieferdienste machen Verluste.
Laut einer mehrjährigen Untersuchung verschiedener Lieferdienste, an der u. a. das Institut für Mitbestimmung und Unternehmensführung beteiligt war, werden trotz des Wachstums der Branche und des investierten Risikokapitals zwar hohe Umsätze erzielt, die sich aber nicht in nachhaltigen Gewinnen ausdrücken. Als Folgen dieses Zustandes werden gleichbleibend schlechte Arbeitsbedingungen und eine Konzentration auf wenige Anbieter erwartet.
In dem Buch "Ausgeliefert" berichtet Orry Mittenmayer über die prekären Arbeitsbedingungen der Kurierfahrer. Der Autor fuhr als Fahrradkurier lange selbst Essen aus.

## Anbieter
- Amazon Fresh
- Bring
- Call a Pizza
- Bringmeister
- Flaschenpost
- Flink
- Getir
- Glovo
- Gorillas
- Grovy
- Instacart
- Houra.fr
- Rohlik.cz mit Knuspr.de, Gurkerl.at und Kifli.hu
- Lieferando
- Meituan
- Rockaway Capital
- Sezamo.ro
- Smiley’s
- UberEats
- Picnic
- Wolt